# Distrikt Coporaque (Caylloma)
Der Distrikt Coporaque liegt in der Provinz Caylloma in der Region Arequipa in Südwest-Peru. Der Distrikt hat eine Fläche von 114 km². Beim Zensus 2017 wurden 1089 Einwohner gezählt. Im Jahr 1993 lag die Einwohnerzahl bei 1232, im Jahr 2007 bei 1393. Die Distriktverwaltung befindet sich in der 3575 m hoch gelegenen Ortschaft Coporaque mit 760 Einwohnern (Stand 2017). Coporaque liegt knapp 5 km westnordwestlich der Provinzhauptstadt Chivay.

## Geographische Lage
Der Distrikt Coporaque liegt in der Cordillera Volcánica am Nordufer des nach Westen fließenden Río Colca. Die maximale Längsausdehnung in NNW-SSO-Richtung beträgt 16 km. Im äußersten Nordwesten des Distrikts erhebt sich der bekannte Vulkan Nevado Mismi mit einer Höhe von 5597 m.
Der Distrikt Coporaque grenzt im Westen an den Distrikt Ichupampa, im äußersten Nordwesten an den Distrikt Lari, im Norden an den Distrikt Tuti, im Südosten an den Distrikt Chivay sowie im Süden an den Distrikt Yanque.